# The Kickback
The Kickback será o álbum de estreia do grupo de rap e hip hop Cali Swag District. A data de lançamento de The Kickback foi anunciada para 18 de janeiro de 2011.

## Faixas
1. "Roof Rack"
2. "Disgusting"
3. "Kickback"
4. "Teach Me How to Dougie"
5. "Me & U"
6. "Where You Are"
7. "Go"
8. "Rock N Republic"
9. "Back It Up and Dump It"
10. "Can't Live Without Your Love"
11. "Run That"
12. "Getting Money"